# SNS発見アドベンチャー ふぉろみ&ただみ
『SNS発見アドベンチャー ふぉろみ&ただみ』（エスエヌエスはっけんアドベンチャー ふぉろみとただみ）は、2023年4月2日から9月24日まで、テレビ東京系列で毎週日曜9:30 - 10:00（JST）に全26回放送された、テレビ大阪制作のバラエティ番組。
タイトルにもある後述のキャラクターたちをナビゲーターとし、YouTubeやX（旧Twitter）、Instagramなどといった、様々なSNSで話題のインフルエンサーたちへの取材を通して、SNSが活用されている現状などを伝えるのが主な番組内容である。

## 登場キャラクター
番組中にはCMが2回挟まれており、CM明けには羊毛フェルト製のふぉろみが登場。その際の表情は、開眼したものと笑ったものの2種類がある。
ふぉろみ（Followmi）
声 - 桜咲千依
インフルエンサーになりたいうさぎ。体色は白。目は円形。頬は大きい。一人称は「うち」。
ただみ（Tadami）
声 - 桐谷蝶々
SNSはただ見るだけのうさぎ。体色は水色で、口周りと腹は白。目は楕円形。頬は小さい。右耳が折れている。一人称は「私」。二人称は「あなた」。

## 楽曲
- 『新時代』Adoの楽曲。（2023年4月30日放送分まで）
- 『アイドル』YOASOBIの楽曲。（2023年5月7日分より）